# Parco archeologico di Posillipo
Il parco archeologico-ambientale di Posillipo o del Pausilypon è un'area archeologica nel quartiere Posillipo in Napoli aperta nel 2009. L'accesso al Parco ai visitatori è da discesa Coroglio 36, attraverso l'imponente Grotta di Seiano.

## Storia
Dopo la battaglia di Azio (31 a.C.), l'equite e liberto Publio Vedio Pollione decise di trascorrere gli ultimi suoi giorni in quello splendido scorcio situato tra la Gaiola e la baia di Trentaremi, Pausilypon cioè “sollievo dal dolore”. Accanto alla villa, fece costruire anche un teatro di 2000 posti, un odeon per piccoli spettacoli, un ninfeo e un complesso termale.
Le strutture dell'imponente Villa si estendono fin sotto la superficie del mare e sono dal 2002 tutelate dall'istituzione della limitrofa Area marina protetta Parco Sommerso di Gaiola che interessa tutto lo specchio acqueo ai piedi del promontorio di Trentaremi ed intorno alle Isole della Gaiola.
I resti di altre domus romane si possono scorgere a Marechiaro, lungo la spiaggia, oppure alla Calata Ponticello, risalendo il borgo, dove si possono scorgere una colonna a base ionica ed una nicchia in laterizio. Sulla scogliera, invece, andando verso la Gaiola si può ammirare ciò che rimane della "Villa degli spiriti" anche detta “Villarosa”. Proseguendo lungo la costa, verso occidente, è possibile notare il perimetro della “Scuola di Virgilio” dove si riteneva che il "vate" praticasse arti magiche.
Il parco è stato riaperto al pubblico dopo i lavori di restauro nel 2009 per la kermesse Maggio dei monumenti grazie anche alla collaborazione del "Centro Studi Interdisciplinari Gaiola". Oggi il parco sta venendo pian piano riscoperto dai cittadini napoletani ma anche dai turisti stranieri grazie alla strutturazione di diversi itinerari di visite guidate ed ai laboratori didattici per le scuole curati dal CSI Gaiola onlus. Nel 2010 l'amministrazione municipale annunciò l'intenzione di recuperare l'impianto funiviario dismesso negli anni sessanta che rappresenta la soluzione ideale per superare gli ostacoli di accesso al parco.

## Descrizione
Il parco offre numerose testimonianze archeologiche nonché naturalistiche e paesaggistiche trovandosi in uno dei luoghi più belli della città, ovvero lungo la costa di Posillipo.
Tra i reperti più importanti vi sono la grotta di Seiano, il parco sommerso di Gaiola, la villa imperiale di Pausilypon, il teatro dell'Odeon ed il palazzo degli Spiriti.

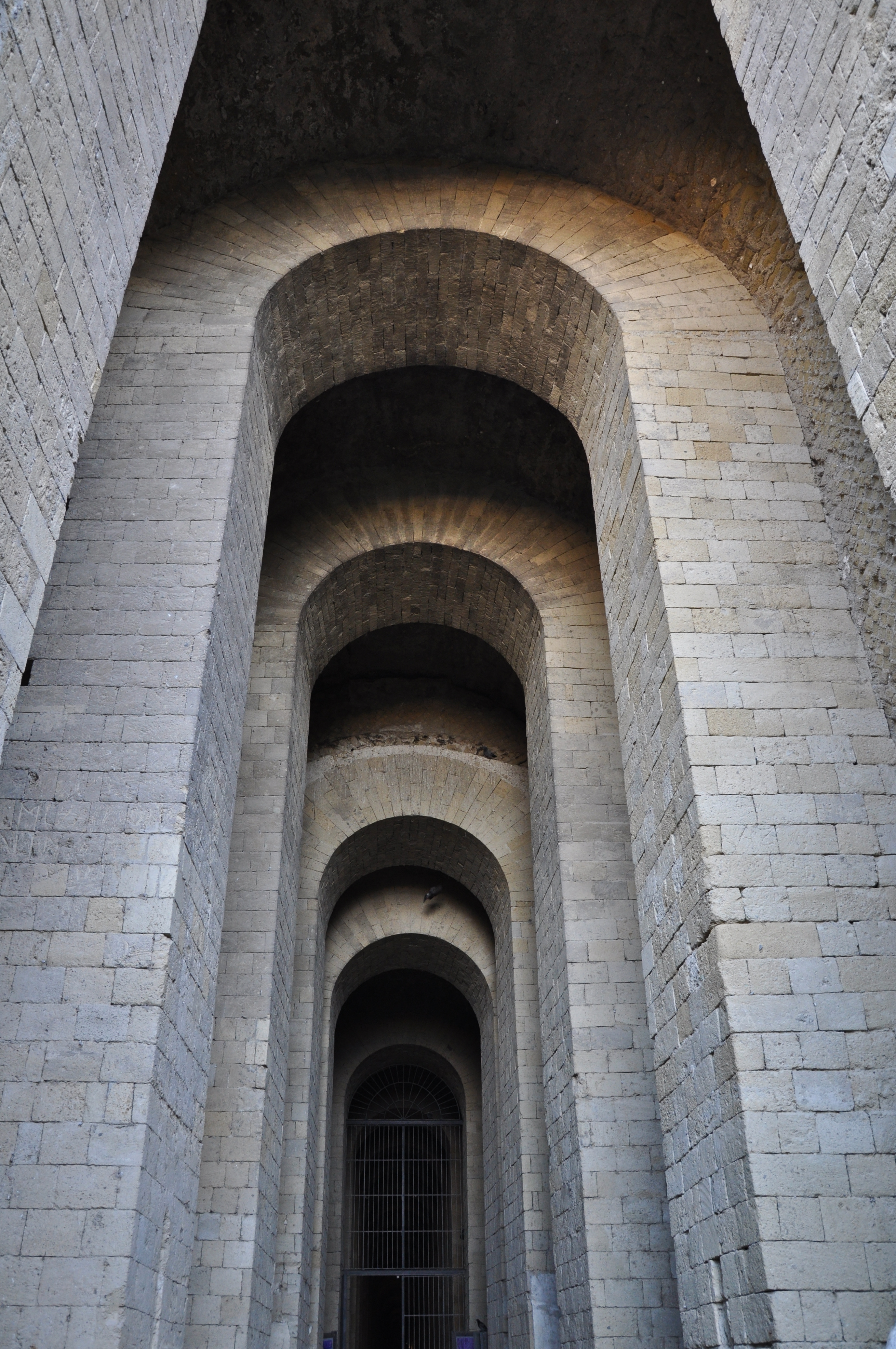
L'ingresso alla grotta dalla discesa di Coroglio

### La grotta di Seiano
La grotta di Seiano è un traforo lungo 770 m, scavato in epoca romana nella pietra tufacea della collina di Posillipo, che congiunge la piana di Bagnoli (via Coroglio) con il vallone della Gaiola, passando per la baia di Trentaremi.
Deve il nome a Lucio Elio Seiano, prefetto di Tiberio, che secondo la tradizione nel I secolo d.C ne commissionò l'allargamento e la sistemazione; il primo traforo era stato realizzato una cinquantina di anni prima dall'architetto Lucio Cocceio Aucto per volere di Marco Vipsanio Agrippa, per collegare la villa di Publio Vedio Pollione e le altre ville patrizie di Pausilypon ai porti di Puteoli e Cumae. La galleria, orientata in direzione est-ovest, si estende per circa 770 metri, con un tracciato rettilineo ma una sezione variabile sia in altezza che in larghezza; dalla parete sud si dipartono tre cunicoli secondari, terminanti con aperture a strapiombo sulla baia, che forniscono luce ed aerazione.
Caduta in disuso e dimenticata nel corso dei secoli, fu rinvenuta casualmente durante i lavori per una nuova strada nel 1841 e subito riportata alla luce e resa percorribile per volontà di Ferdinando II di Borbone, diventando meta di turisti. Nel corso della Seconda guerra mondiale fu utilizzata come rifugio antiaereo per gli abitanti di Bagnoli; gli eventi bellici ed alcune frane nel corso degli anni cinquanta la riportarono in uno stato di abbandono.

### La villa imperiale di Pausilypon, il teatro e l'Odeion

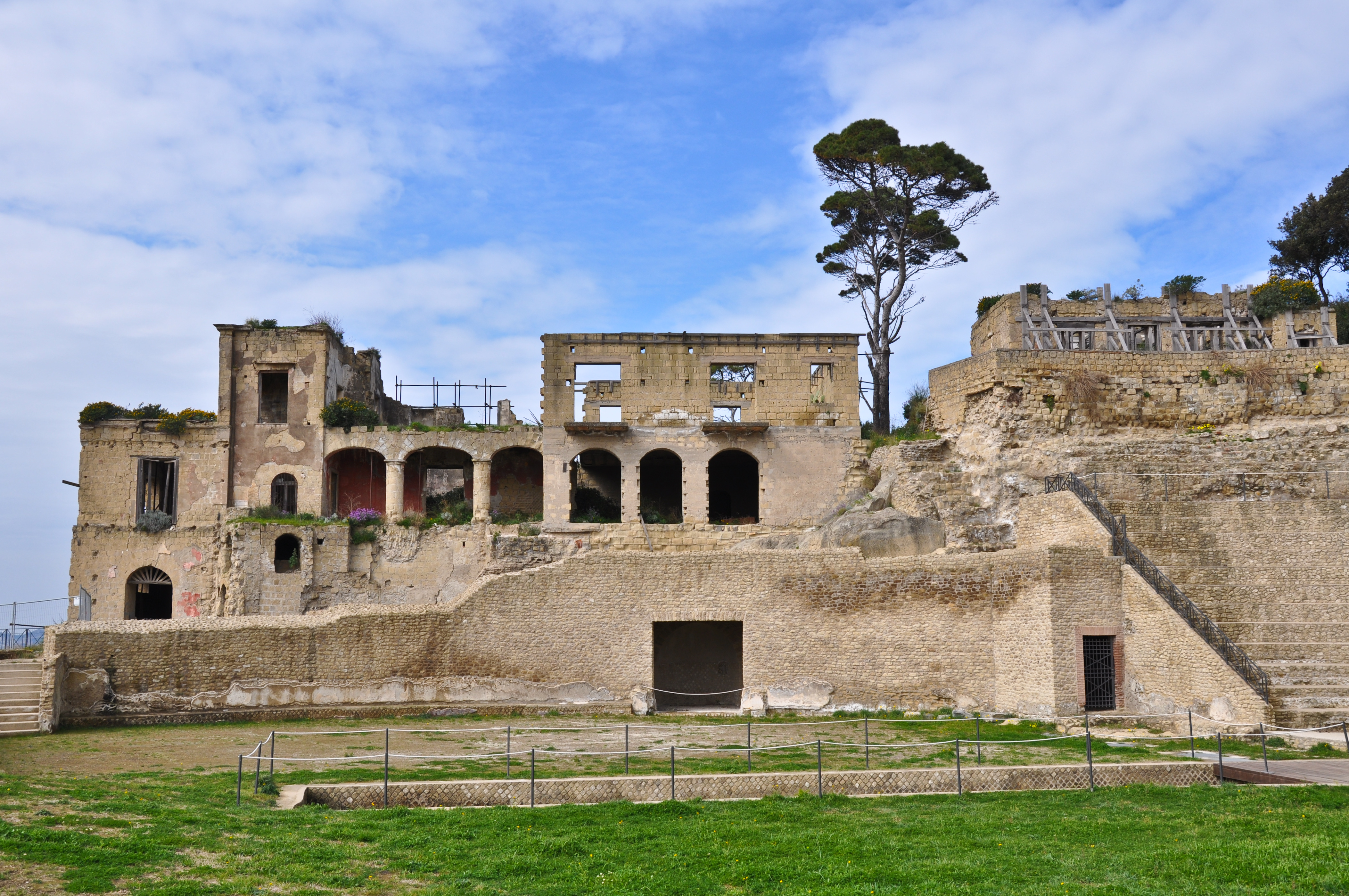
La Casina Rossa eretta sulle spoglie della villa imperiale nel periodo medioevale

Attraverso l'imponente grotta di Seiano si accede al complesso archeologico-ambientale che racchiude parte delle antiche vestigia della villa del Pausilypon.

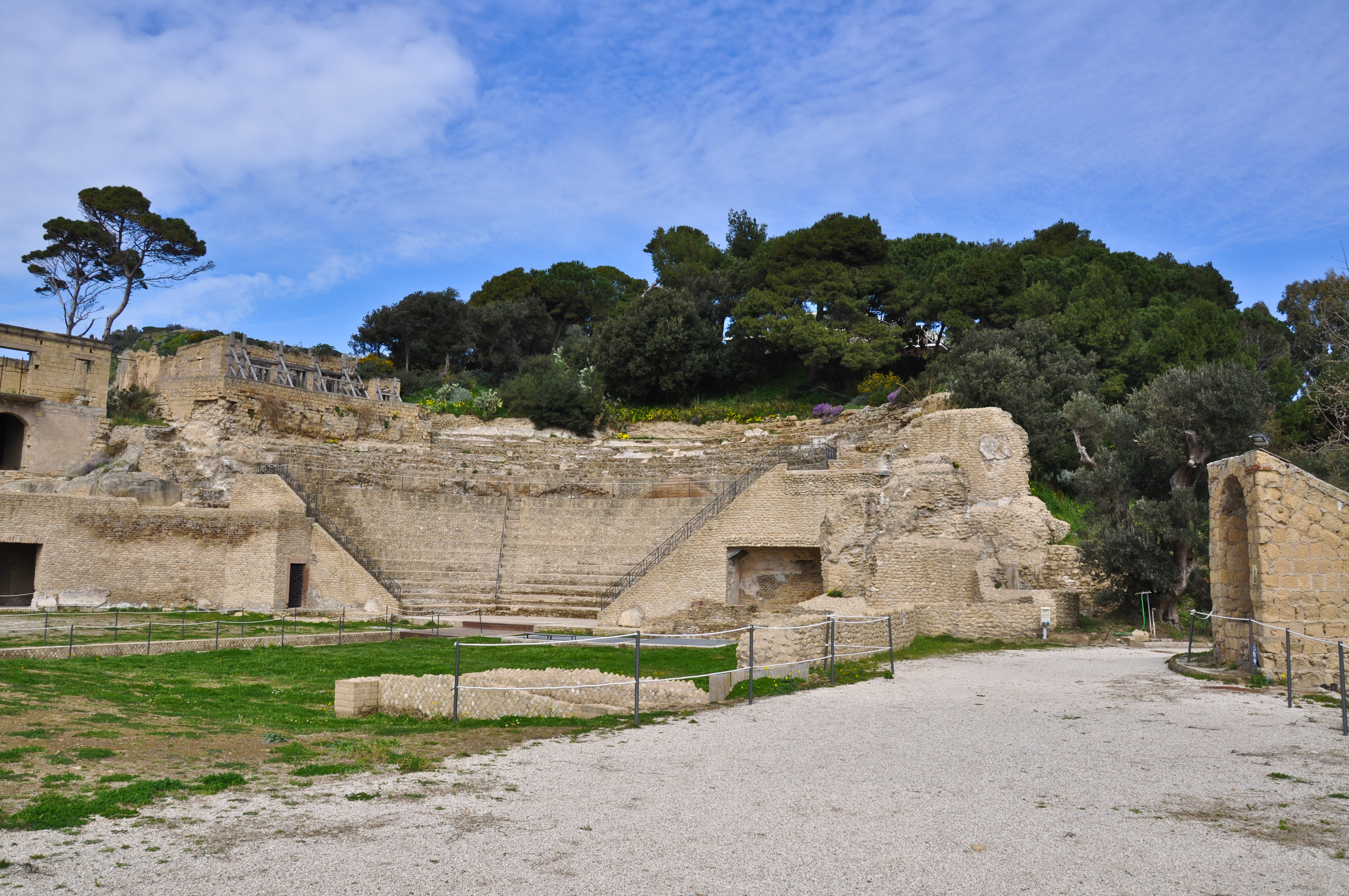
Il teatro

Qui, nell'incanto di uno dei paesaggi più affascinanti del Golfo, è possibile ammirare i resti dell'imponente teatro capace di 2000 posti, dell'Odeion e di alcune sale di rappresentanza della villa (visibili ancora tracce dei decori murali), le cui strutture marittime fanno oggi parte del limitrofo Parco sommerso di Gaiola, su cui si affacciano i belvedere a picco sul mare del Pausilypon. La Villa Imperiale, detta anche Villa di Pollione, fu fatta erigere nel I secolo a.C. dal cavaliere romano Publio Vedio Pollione e alla sua morte, avvenuta nel 15 a.C., la villa, grazie alla sua posizione molto ambita (a metà sul mare e panoramica con vista sulla parte restante di Napoli, sulla penisola sorrentina, sul Vesuvio e Capri) divenne dunque residenza imperiale di Augusto, e di tutti i suoi successori. Molto interessanti, in vari punti delle vestigia, sono le presenze delle condutture dell'acquedotto (rivestite in malta idraulica), segno di ulteriore opulenza di chi vi soggiornava.
L'ultimo ad abitarla fu Publio Elio Traiano Adriano.

### Il palazzo degli Spiriti

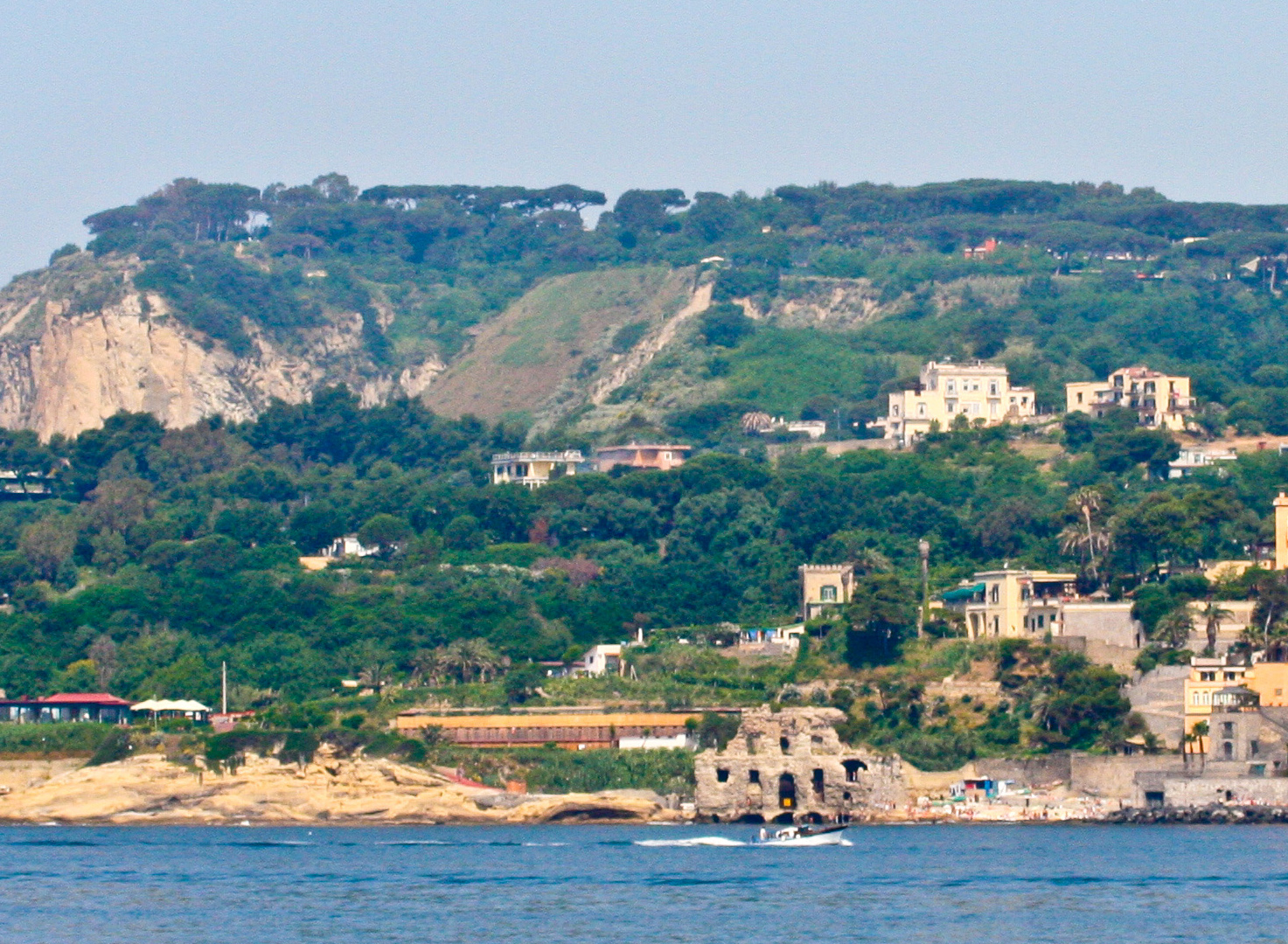
Il palazzo degli spiriti visto dal mare

Il palazzo degli Spiriti (o villa degli Spiriti) è un complesso archeologico che insiste lungo la costa di Posillipo, nei pressi di Marechiaro. Fu costruito nel I secolo a.C. ed era appartenuto ad un ninfeo alle dipendenze della villa del ricco liberto romano Publio Vedio Pollione (ovvero la villa imperiale di Pausilypon).
Per alcuni, si tratta dei resti di un "murenaio", cioè una struttura adibita all'allevamento di murene, pesci serpentiformi considerati prelibati, che ancora a fine anni 80 del secolo scorso erano presenti. Le vasche sono sommerse perché il livello del mare nei secoli si è alzato, ma è possibile vederle ancora oggi chiaramente.
il palazzo degli spiriti veniva e viene ancora oggi usato quotidianamente dai "giovani" per i loro tuffi in mare saltando dalle finestre o nelle suddette vasche anche lanciandosi dal secondo livello della struttura.

### Il parco sommerso di Gaiola
Le escursioni in mare consentono di ammirare i resti della villa imperiale sommersi nonché l'ambiente naturale marino-costiero ricco e variegato. Il parco sommerso della Gaiola viene dichiarata area marina protetta con decreto interministeriale del 2002.